# He Touched Me
He Touched Me es el cuadragésimo sexto álbum de estudio del músico y cantante estadounidense Elvis Presley, publicado por la compañía discográfica RCA Victor el 3 de abril de 1972. El álbum incluye canciones de temática gospel, similar a sus predecesores; His Hand in Mine de 1960 y How Great Thou Art de 1967, y le reportó a Presley el segundo de sus tres premios Grammy, en la categoría de mejor interpretación inspiracional. El álbum alcanzó el puesto 79 de la lista estadounidense Billboard 200 y el 38 en la lista de discos más vendidos del Reino Unido, y fue certificado como disco de platino por la Recording Industry Association of America en julio de 1999.

## Lista de canciones
| Cara A |                       |                                                  |          |  |
| N.º    | Título                | Escritor(es)                                     | Duración |  |
| 1.     | «He Touched Me»       | William J. Gaither                               | 2:40     |  |
| 2.     | «I've Got Confidence» | Andrae Crouch                                    | 2:23     |  |
| 3.     | «Amazing Grace»       | John Newton, arr. Elvis Presley                  | 3:36     |  |
| 4.     | «Seeing Is Believing» | Red West, Glen Spreen                            | 2:55     |  |
| 5.     | «He is My Everything» | Dallas Frazier                                   | 2:42     |  |
| 6.     | «Bosom of Abraham»    | William Johnson, George McFadden, Phillip Brooks | 1:37     |  |

| Cara B |                           |                                          |          |  |
| N.º    | Título                    | Escritor(es)                             | Duración |  |
| 1.     | «An Evening Prayer»       | C. Gabriel Battersby, Charles H. Gabriel | 1:56     |  |
| 2.     | «Lead Me, Guide Me»       | Doris Akers                              | 2:42     |  |
| 3.     | «There Is No God But God» | Bill Kenny                               | 2:21     |  |
| 4.     | «A Thing Called Love»     | Jerry Reed                               | 2:27     |  |
| 5.     | «I, John»                 | Johnson, McFadden, Brooks                | 2:18     |  |
| 6.     | «Reach Out to Jesus»      | Ralph Carmichael                         | 3:13     |  |

| Temas extra (reedición de 2008) |                                              |                |          |  |
| N.º                             | Título                                       | Escritor(es)   | Duración |  |
| 13.                             | «Only Believe» (de Love Letters from Elvis)  | Paul Rader     | 2:50     |  |
| 14.                             | «Put Your Hand in the Hand» (de Elvis Now)   | Gene MacLellan | 3:17     |  |
| 15.                             | «I Got a Feelin' in My Body» (de Good Times) | Dennis Linde   | 3:33     |  |
| 16.                             | «Help Me» (de Promised Land)                 | Larry Gatlin   | 2:27     |  |

## Personal
- Elvis Presley – voz, guitarra
- The Imperials – coros
- David Briggs – piano, órgano
- James Burton – guitarra
- Chip Young – guitarra
- Kenny Buttrey – batería
- Jerry Carrigan – batería
- Joe Esposito – guitarra
- Charlie Hodge – guitarra
- Ginger Holladay – coros
- Mary Holladay – coros
- Millie Kirkham – coros
- Charlie McCoy – piano, órgano
- Sonja Montgomery – coros
- Joe Moscheo – órgano, piano
- June Page – coros
- Norbert Putman – bajo
- Temple Riser – coros

## Posición en listas
| País           | Lista                | Posición |
| -------------- | -------------------- | -------- |
| Estados Unidos | Billboard Pop Albums | 79       |
| Reino Unido    | UK Albums Chart      | 38       |